# Hartal
Hartal est un terme utilisé dans de nombreuses langues sud-asiatiques pour désigner la grève, utilisé pour la première fois lors du mouvement pour l'indépendance de l'Inde. C'est une protestation de masse impliquant souvent une fermeture totale des lieux de travail, des bureaux, des magasins, des tribunaux s'exprimant alors sous la forme d'une désobéissance civile ; c'est semblable à une large grève des travailleurs. En plus d'être une grève générale, elle implique la fermeture volontaire d'écoles et des lieux d'affaires. C'est un moyen pour faire pression sur un gouvernement pour changer une décision impopulaire ou inacceptable. Un Hartal est souvent utilisé pour des raisons politiques, par exemple par un parti politique d'opposition protestant contre une politique ou une action du gouvernement.
Le terme vient du Gujarati (હડતાળ haḍtāḷ ou હડતાલ haḍtāl), signifiant la fermeture des magasins et des entrepôts dans le but de protester. Le Mahatma Gandhi, originaire du Gujarat, a utilisé ce terme pour désigner les grèves générales anti-britanniques, institutionnalisant le terme. Les origines contemporaines d'une telle forme de protestation publique remontent à la domination coloniale britannique en Inde. Les actions répressives du gouvernement britannique colonial et des États princiers contre les mouvements pacifiques à échelle nationale pour mettre fin à la domination britannique en Inde ont souvent déclenché de tels protestations publiques, par exemple à Bénarès et à Bardoli.
Les Hartals sont encore communs au Bangladesh, au Pakistan, en Inde et dans certaines parties du Sri Lanka, où le terme est souvent utilisé pour désigner spécifiquement le Hartal de Ceylan de 1953. En Malaisie, le mot a été utilisé pour désigner diverses grèves générales dans les années 1940, 1950 et 1960, comme le All-Malaya Hartal de 1947 et le Penang Hartal de 1967.
Une autre variante qui est courante dans les régions de langue hindi est le bhukh hartal ou grève de la faim.
Le mot est également utilisé dans le sens humoristique pour signifier s'abstenir de travailler.

## Dans la littérature
André Malraux, dans son roman sur la révolution chinoise de 1925-1927, Les Conquérants, témoigne de l'importance du Hartal comme outil des luttes d'émancipation nationale en Asie. Dans l'extrait ci-dessous, Garine et Tcheng-Daï, deux dirigeants fictifs, respectivement du Parti communiste chinois et du Kuomintang, discute de la perspective à donner à la grève générale de Hong Kong de 1925 en évoquant le Hartal.

« - Croyez-vous, monsieur Tcheng-Daï, que l'Angleterre se soucie de la justice autant que vous ? (Garine)
- Non... C'est pourquoi nous finirons par la vaincre... sans mesures violentes, sans combat. Avant que cinq ans se soient écoulés, aucun produit anglais ne pourra plus pénétrer en Chine. (Tcheng-Daï)
Il pense à Gandhi... Garine, frappant sur la table du bout de son crayon, répond lentement :
- Si Gandhi n'était pas intervenu - au nom de la justice, lui aussi - pour briser le dernier Hartal, les Anglais ne seraient plus aux Indes. »